# هنري واردلو

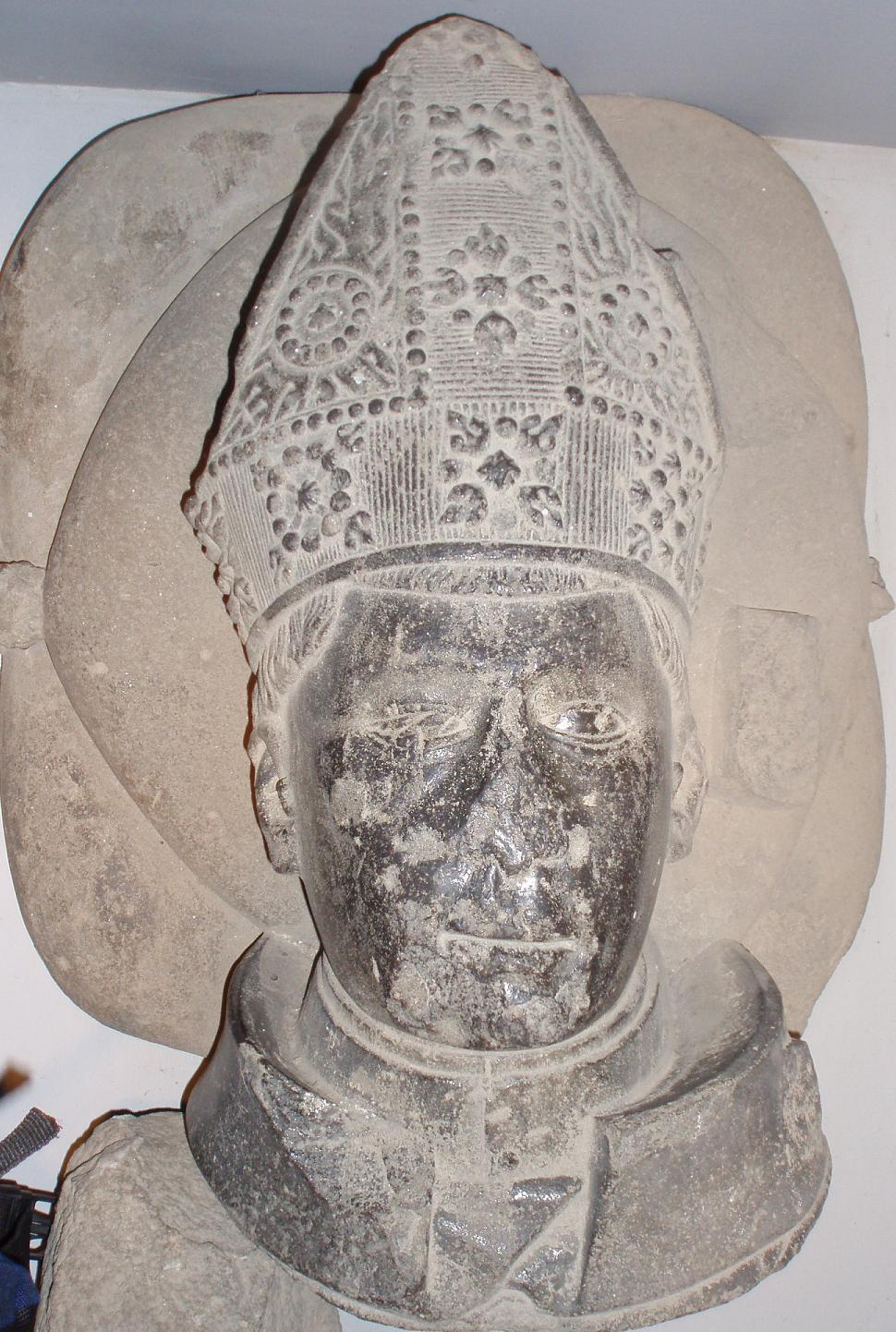
تمثال نصفي لهنري واردلو

هنري واردلو (مات 1440) هو كاتب مسيحي اسكتلندي كان ابن السير أندرو واردلو وابن أخ والتر واردلو (مات 1390) وهو أسقف غلاسغو والذي يقال انه أصبح كاردينالا من قبل البابا كليمنت السابع عام 1381. تعلم في جامعات أوكسفورد وباريس وعاد إلى اسكتلندا حوالي العام 1385 وشغل العديد من المناصب الكنسية بفضل علاقاته النافذة. وقضى بعض الوقت في أفينيون وبينما كان يقيم في البلاط البابوي تم تعيينه أسقفا في سانت أندروز عام 1403. وعاد إلى اسكتلندا وأصبح معلما خاصا لملكها المستقبلي جيمس الأول وأنهى عمله بإصلاح كاتدرائيته. بعدها ساهم بإطلاق جيمس من حجزه في إنكلترا وتوجه بعد ذلك في مايو 1424 وأصبح بعدها أحد مستشاريه. ومات واردلو في 6 أبريل 1440.
كان يظهر أنه كان بارعا في عمله، ولكنه حاول أن يقمع تعايم جون ويكليف بإحراق مؤيديه. وأهم أعماله كان تأسيسه لجامعة سانت أندروز وهي أول جامعات اسكتلندا، وأصدر مرسوم التأسيس في فبراير 1411 والمزايا في مجلس التعليم تمت بشكل رسمي بقرار من البابا بينيديكت الثالث عشر في 28 أغسطس 1413. وقالوا أن الجامعة ستكون سورا منيعا للأطباء والأساتذة لمقاومة الهرطقة.